# Baklai Temengil
Baklai Temengil (* 23. Oktober 1966) ist eine Politikerin, Sportfunktionärin und ehemalige Kanutin aus Palau.

## Allgemeines
Baklai Temengil wurde am Australian Institute of Sport zur Trainerin ausgebildet. Das Staatsministerium von Palau schulte sie zudem in Diplomatie. Nach ihrer Ausbildung arbeitete sie als Verwaltungsangestellte in Palau und den USA. 1995 wurde sie Verwaltungsassistentin des palauischen Vizepräsidenten. 2013 wurde sie Kulturministerin, die erste Frau im palauischen Kabinett. 

## Sportlerkarriere
Baklai Temengil war Kanutin. Sie nahm an den Mikronesienspielen von 1998 in Koror und den Südpazifikspielen von 1999 auf Guam teil. Beim olympischen Debüt ihres Landes bei den Olympischen Sommerspielen 2000 in Sydney war sie als Funktionärin dabei. Bei den Pazifikspielen 2011 in Nouméa auf Neukaledonien nahm sie im Auslegerkanu teil.

## Sportadministration
1998 wurde Baklai Temengil Generalsekretärin des palauischen NOKs. 2017 wurde sie die erste Vizepräsidentin des Oceania National Olympic Committees. Im gleichen Jahr wurde sie zum IOC-Mitglied gewählt. Seitdem ist sie Mitglied in der Kommission für Frauensport.